# Gioachino Greco

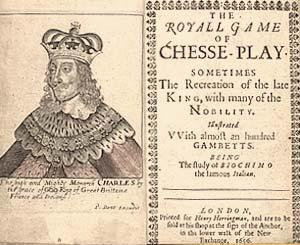
Buch von Greco

Gioachino Greco (* um 1600 in Kalabrien; † 1634 in „Indien“, vermutlich auf den Westindischen Inseln) war der bedeutendste Schachmeister des 17. Jahrhunderts.

## Leben
Der um 1600 in Kalabrien geborene Greco steht am Schluss des „Goldenen Zeitalters“ des italienischen Schachs. Bereits 1619 machte er in Rom von sich reden, als er gegen mehrere führende Meister spielte und gewann. In diesem Jahr schrieb er auch seine erste Abhandlung über das Schach mit von ihm kommentierten Partien.
Das Neue an seinen Schachschriften war, dass er intuitiv das Wesen des Kombinationsspiels erfasste. Er widmete sich besonders dem Figurenspiel und seinen taktischen Möglichkeiten und fand wundervolle Kombinationen und überraschende Wendungen, die er auch in seinen Partien demonstrierte. Heute zählen sie zum Rüstzeug jedes Turnierspielers, damals waren sie bahnbrechend. Ein von Greco gefundenes Kombinationsmotiv gegen den König in Ausgangsstellung, in seiner Partiensammlung aus dem Jahre 1619 enthalten, ist unter dem Begriff „Grecos Matt“ in die Schachgeschichte eingegangen.
Im Jahre 1621 fuhr Greco nach Frankreich und widmete in Nancy eine Kopie seines Buches dem Herzog von Lothringen. In Paris gewann er beim Schachspiel dank seiner hervorragenden Spielkunst 5000 Scudi, ein Vermögen für damalige Verhältnisse. Alles Geld wurde ihm jedoch bei einer Reise nach London durch einen Raubüberfall wieder abgenommen.
Im Jahre 1625 überarbeitete Greco seine Abhandlung, erwähnte erstmals die neue Form der Rochade, die der heutigen entspricht, und fügte eine reichere Zusammenstellung von Endspielen und Partieanalysen hinzu. Das überarbeitete Handbuch erschien erst nach seinem Tode.
Über Madrid begab er sich nach „Indien“, womit wahrscheinlich die Westindischen Inseln und speziell die Antillen gemeint sind. Dort starb er 1634. Sein Vermögen vermachte er den Jesuiten. Sein Schachbuch wurde später in viele Sprachen übersetzt und in vielen Auflagen gedruckt. Grecos Einfluss auf das Schach in Europa hielt über mehrere Jahrhunderte an.

## Rezeption
Grecos Leben ist Thema des 2014 erschienenen Romans von Freerk Bulthaupt Öffnungen – Die Lebenszüge des Schachmeisters Greco.

## Werkausgaben
- Le jeu des echets. Traduit de l’Italien de Gioachino Greco, Calabrois französische Ausgabe (Paris 1714)
- Moses Hirschels Unterricht für Schachspieler: Nebst Entdekkung der Schachspielgeheimnisse derer Herren Gioachino Greco Calabrois und des Arabers Philipp Stamma zweite Auflage der Hirschel-Ausgabe (Leipzig 1795)
- Gioachino Greco on the Game of Chess englische kommentierte Ausgabe von William Lewis (London 1819)